# Sise delle monache

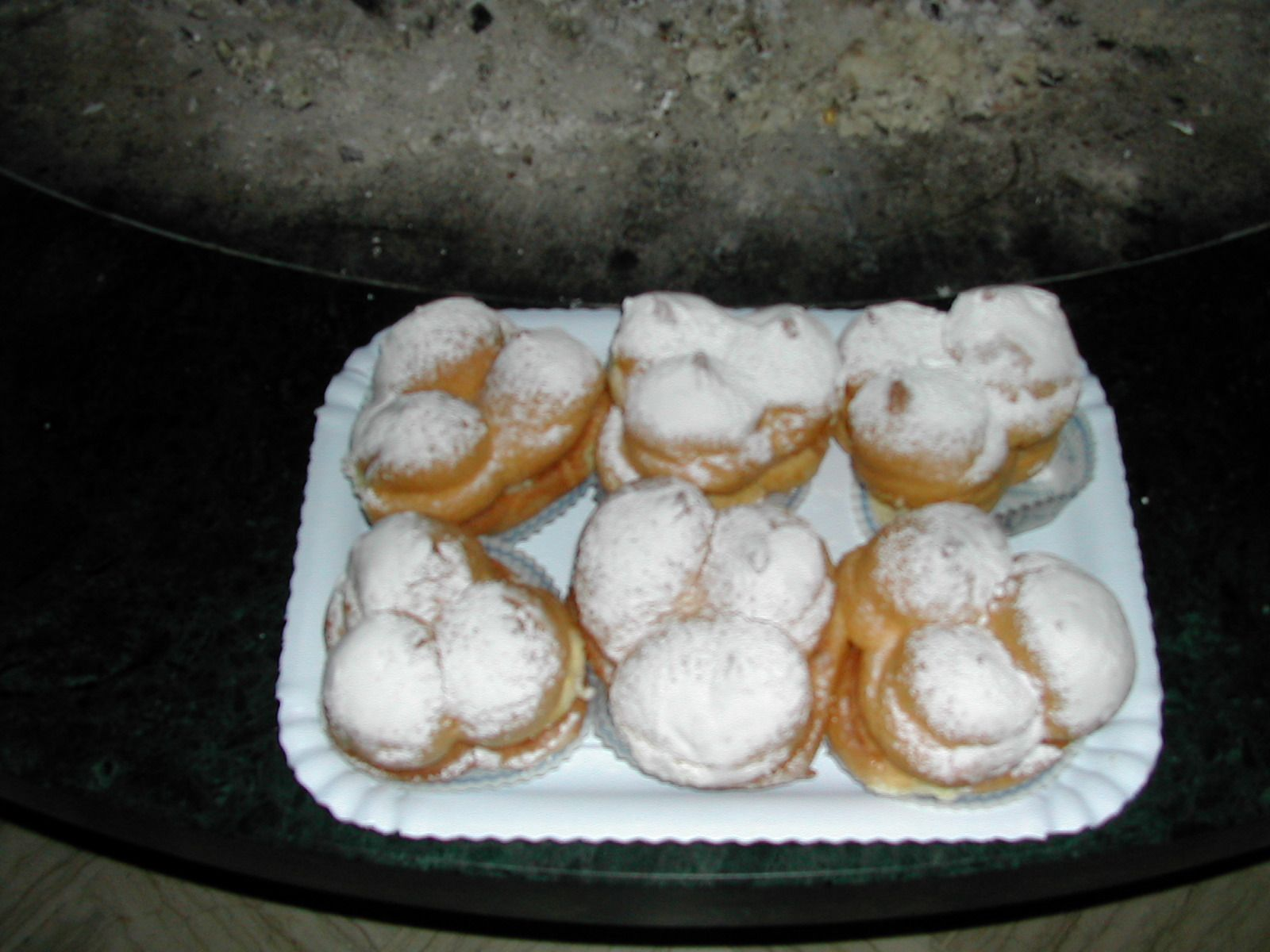
Sise delle monache.

Los sise delle monache (‘tetas de monja’) o tre monti (‘tres montes’) son un dulce típico de los Abruzos producidos en la comuna de Guardiagrele, provincia de Chieti. Se trata de un bizcocho relleno de crema pastelera que tiene forma de protuberancia triple.

## Origen
El origen del nombre no se conoce con seguridad. Diversas leyendas acreditan que se acepta que provendría de la costumbre del algunas monjas de llevar en el centro del pecho una protuberancia, de modo que sus senos fuesen menos pronunciados.